# Delray Beach Open 2018
Delray Beach Open 2018 byl profesionální tenisový turnaj pořádaný jako součást mužského okruhu ATP World Tour, který se odehrával v areálu Delray Beach Tennis Center na otevřených dvorcích s tvrdým povrchem Plexipave. Probíhal mezi 19. až 25. únorem 2018 ve floridském Delray Beach jako dvacátý šestý ročník turnaje.
Turnaj s rozpočtem 622 675 dolarů patřil do kategorie ATP World Tour 250. Nejvýše nasazeným hráčem ve dvouhře se stal osmý hráč žebříčku a obhájce titulu Jack Sock ze Spojených států. Jako poslední přímý účastník do hlavní singlové soutěže zasáhl japonský 98. hráč žebříčku Taró Daniel.
Premiérové turnajové vítězství na okruhu ATP Tour získal 20letý Američan Frances Tiafoe. První společnou trofej ze čtyřhry okruhu si odvezl americký pár Jack Sock a Jackson Withrow.

## Rozdělení bodů a finančních odměn

### Rozdělení bodů
| Soutěž  | vítězové | finalisté | semifinalisté | čtvrtfinalisté | 16 v kole | 32 v kole | Q  | Q2 | Q1 |
| ------- | -------- | --------- | ------------- | -------------- | --------- | --------- | -- | -- | -- |
| dvouhra | 250      | 150       | 90            | 45             | 20        | 0         | 12 | 6  | 0  |
| čtyřhra | 250      | 150       | 90            | 45             | 0         | —         | —  | —  | —  |

### Finanční odměny
| Soutěž                              | vítězové | finalisté | semifinalisté | čtvrtfinalisté | 16 v kole | 32 v kole | Q | Q2     | Q1     |
| ----------------------------------- | -------- | --------- | ------------- | -------------- | --------- | --------- | - | ------ | ------ |
| dvouhra                             | $94 280  | $49 650   | $26 895       | $15 325        | $9 030    | $5 350    | — | $2 410 | $1 205 |
| čtyřhra                             | $30 190  | $15 870   | $8 600        | $4 920         | $2 880    | —         | — | —      | —      |
| částka ve čtyřhře je uvedena na pár |          |           |               |                |           |           |   |        |        |

## Mužská dvouhra

### Nasazení
| Stát                          | Hráč                  | ATP | Nasazení |
| ----------------------------- | --------------------- | --- | -------- |
| USA                           | Jack Sock             | 8.  | 1.       |
| Argentina                     | Juan Martín del Potro | 9.  | 2.       |
| Jižní Afrika                  | Kevin Anderson        | 11. | 3.       |
| USA                           | Sam Querrey           | 12. | 4.       |
| Austrálie                     | Nick Kyrgios          | 15. | 5.       |
| USA                           | John Isner            | 18. | 6.       |
| Francie                       | Adrian Mannarino      | 25. | 7.       |
| Jižní Korea                   | Čong Hjon             | 30. | 8.       |
| Kanada                        | Milos Raonic          | 31. | 9.       |
| Žebříček ATP k 12. únoru 2018 |                       |     |          |

### Jiné formy účasti
Následující hráči obdrželi divokou kartu do hlavní soutěže:
- John Isner
- Reilly Opelka
- Frances Tiafoe

Následující hráči se probojovali do hlavní soutěže z kvalifikace:
- Alexandr Bublik
- Ramkumar Ramanathan
- Franko Škugor
- John-Patrick Smith

Následující hráči postoupili z kvalifikace jako tzv. šťastní poražení:
- Darian King
- Cameron Norrie
- Peter Polansky

### Odhlášení
před zahájením turnaje
- Kevin Anderson → nahradil jej  Darian King
- Nick Kyrgios → nahradil jej  Cameron Norrie
- Adrian Mannarino → nahradil jej  Peter Polansky

## Mužská čtyřhra

### Nasazení
| Stát                                                                                   | Hráč              | Stát      | Hráč           | ATP | Nasazení |
| -------------------------------------------------------------------------------------- | ----------------- | --------- | -------------- | --- | -------- |
| USA                                                                                    | Bob Bryan         | USA       | Mike Bryan     | 6.  | 1.       |
| Jižní Afrika                                                                           | Raven Klaasen     | USA       | Rajeev Ram     | 27. | 2.       |
| Filipíny                                                                               | Treat Conrad Huey | Bělorusko | Max Mirnyj     | 45. | 3.       |
| Rakousko                                                                               | Oliver Marach     | Francie   | Fabrice Martin | 69. | 4.       |
| Žebříček ATP k 12. únoru 2018; číslo je součtem žebříčkového postavení obou členů páru |                   |           |                |     |          |

### Jiné formy účasti
Následující páry obdržely divokou kartu do hlavní soutěže:
- Taylor Fritz /  Stefan Kozlov
- Peter Polansky /  Denis Shapovalov

Následující pár nastoupil do čtyřhry z pozice náhradníka:
- Darian King /  Anderson Reed

### Odhlášení
před zahájením turnaje
- Sam Querrey (poranění hlezna)[4]

## Přehled finále

### Mužská dvouhra
- Frances Tiafoe vs.  Peter Gojowczyk, 6–1, 6–4

### Mužská čtyřhra
- Jack Sock /  Jackson Withrow vs.  Nicholas Monroe /  John-Patrick Smith, 4–6, 6–4, [10–8]